# Tyrrell 007
O 007  é o modelo da Tyrrell da temporada de 1974 a partir do GP da Espanha; temporada completa de 1975; em 1976: Brasil até a Espanha e em 1977: Japão de Fórmula 1. Pilotaram: Jody Scheckter, Patrick Depailler, Jean-Pierre Jabouille, Michel Leclère e Kunimitsu Takahashi.

## Resultados[1]
(legenda) (em negrito indica pole position e itálico volta mais rápida)
| Ano  | Chassi | Motor                | Pilotos                  | 1    | 2     | 3     | 4     | 5     | 6   | 7    | 8    | 9    | 10    | 11    | 12    | 13   | 14    | 15    | 16    | 17  | Pontos    | Posição |  |
| ---- | ------ | -------------------- | ------------------------ | ---- | ----- | ----- | ----- | ----- | --- | ---- | ---- | ---- | ----- | ----- | ----- | ---- | ----- | ----- | ----- | --- | --------- | ------- |  |
|      |        |                      |                          |      |       |       |       |       |     |      |      |      |       |       |       |      |       |       |       |     |           |         |  |
|      |        |                      |                          | ARG  | BRA   | RSA   | ESP   | BEL   | MON | SWE  | NED  | FRA  | GBR   | GER   | AUT   | ITA  | CAN   | USA   |       |     |           |         |  |
| 1974 | 007    | Ford Cosworth DFV V8 | Jody Scheckter           |      |       |       | 5 G   | 3 G   | 2 G | 1 G  | 5 G  | 4 G  | 1 G   | 2 G   | Ret G | 3 G  | Ret G | Ret G |       |     | 481 (52)* | 3º      |  |
| 1974 | 007    | Ford Cosworth DFV V8 | Patrick Depailler        |      |       |       |       | Ret G | PO  | 2 G  | 6 G  |      | Ret G | Ret G | Ret G | 11 G | 5 G   | 6 G   |       |     | 481 (52)* | 3º      |  |
|      |        |                      |                          |      |       |       |       |       |     |      |      |      |       |       |       |      |       |       |       |     |           |         |  |
|      |        |                      |                          | ARG  | BRA   | RSA   | ESP   | MON   | BEL | SWE  | NED  | FRA  | GBR   | GER   | AUT   | ITA  | USA   |       |       |     |           |         |  |
| 1975 | 007    | Ford Cosworth DFV V8 | Jody Scheckter           | 11 G | Ret G | 1 G   | Ret G | 7 G   | 2 G | 7 G  | 16 G | 9 G  | 3 G   | Ret G | 8 G   | 8 G  | 6 G   |       |       |     | 25        | 5º      |  |
| 1975 | 007    | Ford Cosworth DFV V8 | Patrick Depailler        | 5 G  | Ret G | 3 G   | Ret G | 5 G   | 4 G | 12 G | 9 G  | 6 G  | 9 G   | 9 G   | 11 G  | 7 G  | Ret G |       |       |     | 25        | 5º      |  |
| 1975 | 007    | Ford Cosworth DFV V8 | Jean-Pierre Jabouille    |      |       |       |       |       |     |      |      | 12 G |       |       |       |      |       |       |       |     | 25        | 5º      |  |
| 1975 | 007    | Ford Cosworth DFV V8 | Michel Leclère           |      |       |       |       |       |     |      |      |      |       |       |       |      | Ret G |       |       |     | 25        | 5º      |  |
| 1975 | 007    | Ford Cosworth DFV V8 | Ian Scheckter            |      |       |       |       |       |     |      |      | 12 G |       |       |       |      |       |       |       |     | 25        | 5º      |  |
|      |        |                      |                          |      |       |       |       |       |     |      |      |      |       |       |       |      |       |       |       |     |           |         |  |
|      |        |                      |                          | BRA  | RSA   | USW   | ESP   | BEL   | MON | SWE  | FRA  | GBR  | GER   | AUT   | NED   | ITA  | CAN   | USA   | JPN   |     |           |         |  |
| 1976 | 007    | Ford Cosworth DFV V8 | Jody Scheckter           | 5 G  | 4 G   | Ret G | Ret G |       |     |      |      |      |       |       |       |      |       |       |       |     | 132 (71)  | 3º      |  |
| 1976 | 007    | Ford Cosworth DFV V8 | Patrick Depailler        | 2 G  | 9 G   | 3 G   |       |       |     |      |      |      |       |       |       |      |       |       |       |     | 132 (71)  | 3º      |  |
| 1976 | 007    | Ford Cosworth DFV V8 | Ian Scheckter            |      | Ret G |       |       |       |     |      |      |      |       |       |       |      |       |       |       |     | 132 (71)  | 3º      |  |
| 1976 | 007    | Ford Cosworth DFV V8 | Alessandro Pesenti-Rossi |      |       |       |       |       |     |      |      |      | 14 G  | 11 G  | NQ G  | 18 G |       |       |       |     | 132 (71)  | 3º      |  |
| 1976 | 007    | Ford Cosworth DFV V8 | Otto Stuppacher          |      |       |       |       |       |     |      |      |      |       |       |       |      | DNS   | NQ G  | NQ G  |     | 132 (71)  | 3º      |  |
| 1976 | 007    | Ford Cosworth DFV V8 | Kazuyoshi Hoshino        |      |       |       |       |       |     |      |      |      |       |       |       |      |       |       | Ret B |     | 132 (71)  | 3º      |  |
|      |        |                      |                          |      |       |       |       |       |     |      |      |      |       |       |       |      |       |       |       |     |           |         |  |
|      |        |                      |                          | ARG  | BRA   | RSA   | USW   | ESP   | MON | BEL  | SWE  | FRA  | GBR   | GER   | AUT   | NED  | ITA   | USA   | CAN   | JPN |           |         |  |
| 1977 | 007    | Ford Cosworth DFV V8 | Kunimitsu Takahashi      |      |       |       |       |       |     |      |      |      |       |       |       |      |       |       |       | 9 D | 03 (27)   | 5º      |  |

↑1  Depailler marcou 4 pontos no Tyrrell 005.
↑2  Scheckter marcou 40 pontos e Depailler 18 pontos no Tyrrell P34.
↑3  Depaiiler marcou 20 pontos e Peterson 7 pontos no Tyrrell P34.